# ラフォックス
株式会社ラフォックス（Roughox Co., Ltd. ）は、かつて存在した日本の衣料品チェーンである。
ユニー株式会社の100%出資連結子会社であったが、2009年2月20日をもって解散した。

## 概要
メンズカジュアルを主力としていた。1号店はサンテラス刈谷内にインショップオープンしたラフォックス刈谷店（1981年）
「ラフォックス」社名の由来は、荒くれ牛（ラフ：荒い・オックス：牡牛）を意味し、メンズカジュアル事業と設立に関った丑年生まれである中心人物の“気性”が元になるあだ名から命名された経緯がある。

## 沿革
- 1981年（昭和56年）5月 - ユニー株式会社運営本部内でSS（スペシャリティショップ）ボスコ部として事業を開始、のちに事業部化に伴いラフォックスと改称
- 1985年（昭和60年）3月14日 - ユニー株式会社ラフォックス事業部を独立させ、会社設立[1]
- 2009年（平成21年）
  - 2月20日 - 解散
  - 2月21日 - AOKIホールディングス傘下の株式会社AOKI、旧株式会社エムエックスおよび株式会社ヴァリックにラフォックスの店舗22店舗中11店舗を譲渡

## かつて存在した主な店舗
※印はAOKIグループへの譲渡店
roughox（ラフォックス）
- ※緑店（愛知県名古屋市緑区）　→　AOKI新鳴海徳重店
- 長久手店（愛知県愛知郡長久手町（現：長久手市））
- 新一宮店（愛知県一宮市）
- 尾西店（愛知県一宮市）
- 津島店（愛知県津島市）
- アピタ江南西店（愛知県江南市）
- ※新刈谷店（愛知県刈谷市）　→　サイズマックス刈谷店（閉店）
- アピタ知立店（愛知県知立市）
- ※三河安城店（愛知県安城市）　→　快活CLUB 三河安城店
- 半田インター店（愛知県半田市）
- ※岡崎大樹寺店（愛知県岡崎市）　→　コート・ダジュール岡崎大樹寺店
- マーゴ関店（岐阜県関市）
- 精華台店（京都府相楽郡精華町）

Vertex（バーテックス）
ラフォックス店内の高級インショップ
新一宮店・長久手店
depth（デプス）
- 杁中店（名古屋市昭和区）

DAILY PLANET（デイリープラネット）
- 尾張旭店（愛知県尾張旭市）
- ※岐阜市橋店（岐阜県岐阜市）　→　サイズマックス岐阜店（閉店）
- モレラ岐阜店（岐阜県本巣市）

R Outlet（アールアウトレット）
- ※豊田元町店（愛知県豊田市）　→　快活CLUB 豊田元町店
- 岡崎ウィングタウン店（愛知県岡崎市）
- ※豊橋岩田店（愛知県豊橋市）　→　サイズマックス豊橋店（閉店）→　AOKI豊橋岩田店
- 可児店（岐阜県可児市）
- 浜松プラザ店（静岡県浜松市）
- トリアス店（福岡県糟屋郡久山町）

### 過去に存在した店舗ブランド
ラスコー　
ユニーのインショップでは「ラフォックス」「インペリオ」ブランドで展開されたが、独立路面店では差別化を図るため、「ラスコー」ブランドを用いた。しかし間もなく全て「ラフォックス」に統一改称された。
かつて存在したデプス平針店の前身は、ラスコー平針店（1985年11月開店）であった。「ラスコー」は牛に関係して、壁画で名高いラスコー洞窟から採用されている。

#### 過去の主力ブランド
- サニージャック
- インペリオ
- ロイヤルウィンストン

## 補足
1. ↑  本社は名古屋市中村区名駅三丁目日興証券ビル内。同じフロアを同時期に設立したパレモと共有しており、現在も継続しているパレモに対し、設立24年目で解散したラフォックスと明暗を分けた。